# Kaffaljidhma
Kaffaljidhma o Kaffaljidhm (γ Ceti / 86 Ceti / HD 16970) es la quinta estrella más brillante de la constelación de Cetus, el monstruo marino o la ballena. Su nombre proviene de la frase árabe Al Kaff al Jidhmah y significa «parte de una mano», en referencia a una antigua constelación árabe que englobaba las estrellas que hoy forman la cabeza de la ballena.

## Sistema estelar
De magnitud aparente +3,47, Kaffaljidhma es un sistema estelar situado a 80 años luz del sistema solar.
A través del telescopio, Kaffaljidhma aparece como una estrella doble cuyas componentes, a veces mencionadas como de color azul y amarillo, están separadas 2,8 segundos de arco entre sí.
En realidad se trata de una estrella blanca de tipo espectral A3V y otra estrella blanco-amarilla de tipo F3V.

## Componente principal
La estrella A3V, Kaffaljidhma A, tiene una temperatura superficial de 8700 K y una luminosidad 19 veces mayor que la del Sol.
Gira sobre sí misma con una velocidad de rotación proyectada de 183 km/s y tiene una masa aproximadamente el doble de la masa solar.
Exhibe una metalicidad algo más elevada a la solar ([Fe/H] = +0,08) pero su contenido de bario es notablemente alto —del orden de cinco veces superior al existente en el Sol.
Su edad se estima en 500 millones de años.

## Componentes adicionales
La estrella secundaria, Kaffaljidhma B, tiene magnitud aparente +6,25.
Es una estrella blanco-amarilla de la secuencia principal de tipo espectral F3V.
Un 60% más luminosa que el Sol, posee una masa un 30% mayor que la masa solar.
Las dos estrellas, separadas al menos 70 UA, completan una órbita alrededor del centro de masas común cada 320 años como mínimo.
Una tercera estrella de magnitud +10,1, visualmente a 14 minutos de arco de la binaria, comparte el mismo movimiento que el par AB a través del espacio, por lo que se cree que está gravitacionalmente unida a ellas.
Se trata de una enana naranja de tipo K5 con una luminosidad equivalente una décima parte de la solar.
Su masa es aproximadamente igual al 70% de la del Sol.
Se halla separada al menos 21.000 UA del par interior, y en cuanto a su período orbital alrededor de la binaria, este es de más de un millón y medio de años.